# Cyphocharax signatus
Cyphocharax signatus es una especie de peces de la familia Curimatidae en el orden de los Characiformes.

## Morfología
Los machos pueden llegar alcanzar los 3,3 cm de longitud total.

## Hábitat
Vive en zonas de clima tropical.

## Distribución geográfica
Se encuentran en Sudamérica: río Vermelho (afluente del río Araguaia,  cuenca del río Tocantins ).